# Hans Hermann (Architekt)
Hans Hermann (* 7. Oktober 1877 in Viersen; † 10. November 1914 bei Bikschote in Belgien) war ein deutscher Architekt.

## Leben
Hans Hermann studierte Architektur an der damaligen Technischen Hochschule Charlottenburg (heute Technische Universität Berlin). Nach dem 1. Staatsexamen noch vor Ablauf des Jahres 1900 und einem Referendariat legte er 1907 das 2. Staatsexamen ab und wurde daraufhin zum Regierungsbaumeister (Assessor in der öffentlichen Bauverwaltung) ernannt. In diesem Rang arbeitete er bis 1909 bei der Baupolizei in Berlin. Dann quittierte er den Staatsdienst und arbeitete als selbstständiger Architekt in Berlin, zunächst in Gemeinschaft mit Hans Dörpfeld. Von 1911 bis 1912 war er mit Heinrich Straumer in einem gemeinsamen Architekturbüro tätig. In dieser Zusammenarbeit entstanden zahlreiche Wohnhäuser in Berlin. Anschließend arbeitete Hermann allein.
Zu Beginn des Ersten Weltkrieges meldete sich Hans Hermann als Kriegsfreiwilliger und fiel bereits am 10. November 1914 bei Bikschote während der Ersten Flandernschlacht in Belgien – bei den Kämpfen, die später propagandistisch als Mythos von Langemarck missbraucht wurden. Hermann hinterließ eine Ehefrau und drei kleine Kinder.

## Gesamtwerk
In der Berliner Landesdenkmalliste sind zwölf Bauten von Hans Hermann in den Ortsteilen Dahlem, Grunewald und Frohnau verzeichnet, acht davon entstanden in Zusammenarbeit mit Heinrich Straumer. Dabei handelt es sich ausschließlich um Wohnhäuser im damals aufkommenden Landhausstil.

### Bauten (Auswahl)

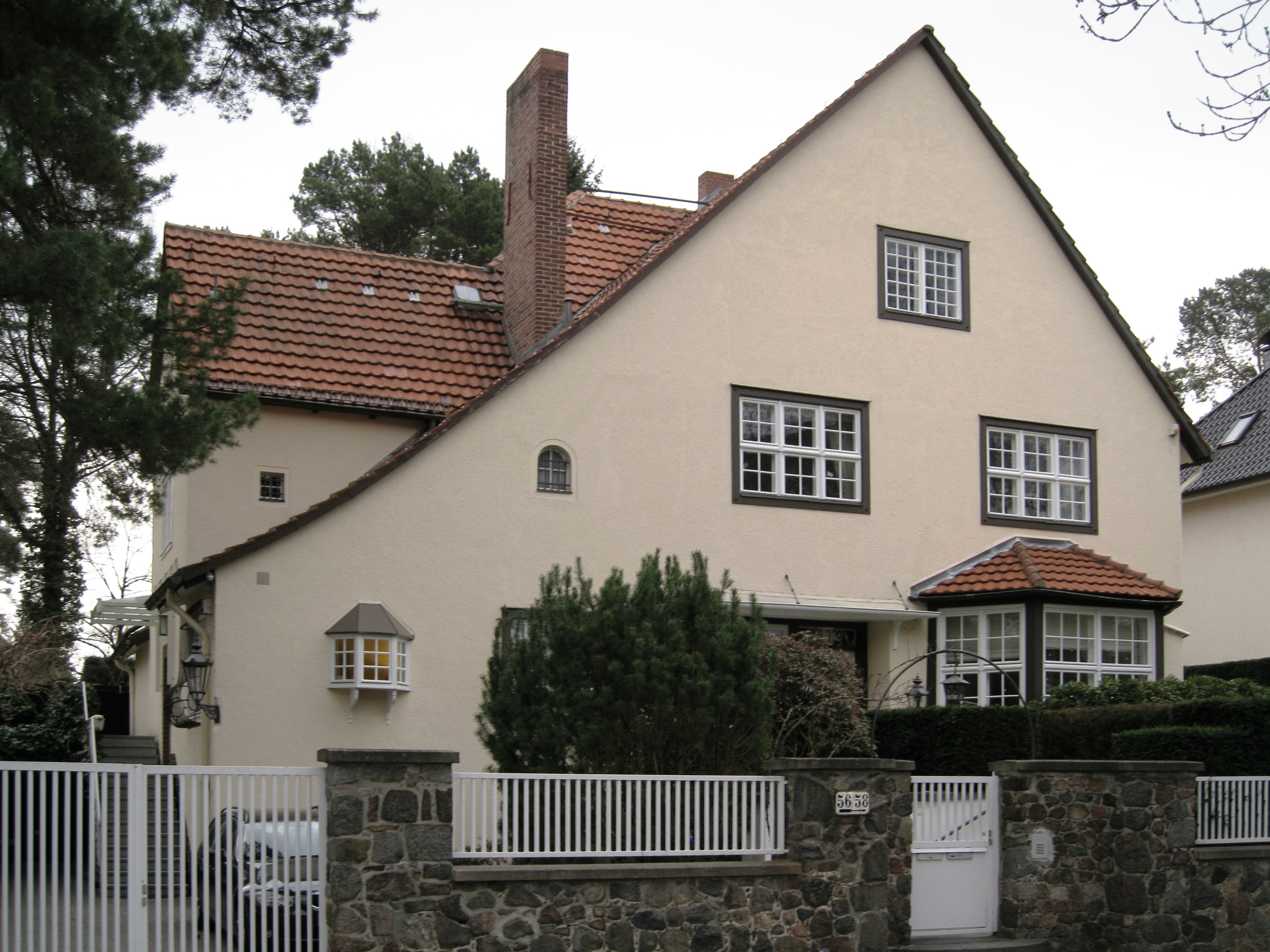
Haus Hermann in Berlin-Dahlem, Miquelstraße 58

- 1911: Wohnhaus Borchert in Berlin-Dahlem, Habelschwerdter Allee 17 (gemeinsam mit Heinrich Straumer)[2]
Die Entwürfe für das Haus wurden auf der Großen Berliner Kunstausstellung 1914 gezeigt.
- 1911: eigenes Wohnhaus in Berlin-Dahlem, Miquelstraße 58[3]
- 1912–1913: Wohnhaus Freudenberg in Berlin-Dahlem, Miquelstraße 83[4]